# Hamadryas velutina
Hamadryas velutina is een dagvlinder uit de familie Nymphalidae. De vlinder komt voor in het Amazonebekken. De spanwijdte bedraagt ongeveer 36 millimeter.